# Commissie voor de Vecht en het Oostelijk en Westelijk Plassengebied
De Commissie voor de Vecht en het Oostelijk en Westelijk Plassengebied (ook bekend als Vechtplassencommissie of VPC) werd op 14 november 1936 opgericht ter bescherming van het landelijk en stedelijk schoon in het gebied van Vecht en Vechtplassen, ruwweg tussen Amsterdam en Utrecht en Vinkeveen en Hilversum. Bedreigingen als demping van de Vechtplassen met huisvuil vormden de directe aanleiding, een herhaling van de vuilstortplannen voor het Naardermeer en de oprichting van Natuurmonumenten. De oprichtende organisaties waren het Oudheidkundig Genootschap Niftarlake, de ANWB, de Bond Heemschut en ook enige regionale overheden. In 1940 werd de Vechtplassencommissie een stichting en in 2012 werd de Stichting Vrienden van de Vecht opgericht als ondersteunende organisatie.